# Benyovszky Móric utca
Benyovszky Móric utca est une rue de Budapest, située dans le quartier de Tisztviselőtelep (8e arrondissement).
Elle porte le nom de Móric Benyovszky (Maurice Auguste Aladar de Beniowski), comte hongrois, aventurier, voyageur, explorateur, colonisateur et écrivain.